# Bernhard Dotzler
Bernhard J. Dotzler (* 1963 in Amberg) ist ein deutscher Medienwissenschaftler und Hochschullehrer.

## Leben
Dotzler studierte Neuere deutsche Literaturgeschichte, Philosophie, Linguistik und Kulturwissenschaft in Freiburg, Siegen, Bochum und Berlin. 1995 wurde er mit der Dissertation Papiermaschinen – Versuch über Communication & Control in Literatur und Technik an der Humboldt-Universität zu Berlin promoviert, im Jahr 2004 folgte die Habilitation. Vor seiner Berufung auf den Lehrstuhl für Medienwissenschaft an der Universität Regensburg Ende 2004 arbeitete er als Referent in der Geschäftsstelle des Wissenschaftsrates, als Wissenschaftlicher Assistent am Institut für deutsche Sprache und Literatur sowie Projektleiter am SFB/FK 427: „Medien und kulturelle Kommunikation“ der Universität zu Köln, als Visiting Lecturer an der University of Cambridge und als Forschungsdirektor für Literatur- und Wissenschaftsgeschichte am Zentrum für Literaturforschung Berlin. Im Winter 2010 war er Visiting Kade Professor an der University of California.

## Forschung
- Medien- und Wissenschaftsgeschichte
- History of Computing
- Literatur und Medien
- Archäologie der Medien(theorie)

## Veröffentlichungen

### Als Autor
- (zusammen mit Henning Schmidgen) Foucault, digital. Lüneburg 2022 https://meson.press/books/foucault-digital/
- Zurück zu Foucault, Wien – Berlin 2020
- (zusammen mit Silke Roesler-Keilholz) Mediengeschichte als Historische Techno-Logie. Baden-Baden 2017
- Michel Foucault, Schriften zur Medientheorie, Frankfurt/M. (Mitherausgeber, 2013)
- Diskurs und Medium III. Philologische Untersuchungen: Medien und Wissen in  literaturgeschichtlichen Beispielen, München 2011
- Diskurs und Medium II: Das Argument der Literatur (2010)
- Diskurs und Medium. Zur Archäologie der Computerkultur (2006)
- L'Inconnue de l'art. Über Medien-Kunst (2003)
- Papiermaschinen. Versuch über communication & control in Literatur und Technik (1996)
- Wahrnehmung und Geschichte. Markierungen zur Aisthesis materialis, Berlin 1995
- Der Hochstapler. Thomas Mann und die Simulakren der Literatur (1991)

### Als Herausgeber
- (zusammen mit Anna Tuschling und Andreas Sudmann) ChatGPT und andere »Quatschmaschinen«. Gespräche mit künstlicher Intelligenz, Bielefeld 2023 https://www.transcript-verlag.de/978-3-8376-6908-4/chatgpt-und-andere-quatschmaschinen/
- (zusammen mit Berkan Karpat) Götzendämmerung – Kunst und Künstliche Intelligenz, Bielefeld 2021
- (zusammen mit Sandra Reiman) Mitteilungen des Regensburger Verbunds für Werbeforschung (RVW). Online-Magazin (ISSN 2198-0500 / http://epub.uni-regensburg.de/rvw.html/) – 1/2013: Alternativ werben. 2/2014: Werbung und Medizin. 3/2015: Risiko! 4/2016: 10 Jahre RVW. 5/2017: Aufgetischt! Persuasion und Information bei der Vermarktung von Nahrungs- und Genussmitteln. 6/2018: Out of Line. Zur Theorie und Geschichte ungewöhnlicher Werbemittel. 7/2019: Autonomes Fahren im Visier der Werbung. 8/2020: Corona, Wein und Badeschaum. 9/2021: Die Kino- und Fernseh-Werbespots der Sammlung Geldmacher
- Michel Foucault, Schriften zur Medientheorie, Frankfurt/M. 2013
- Bild/Kritik (Herausgeber, 2010)
- Schreiben & Rechnen. Eine Technikgeschichte der Informationskultur (Mitherausgeber, 2009)
- Parasiten und Sirenen. Zwischenräume als Orte der materiellen Wissensproduktion (Mitherausgeber, 2008)
- Massive Storage. Fragmente der IT-Geschichte (Mitherausgeber, 2007) Digitalisat
- »fülle der combination«. Literaturforschung und Wissenschaftsgeschichte (Mitherausgeber, 2005)http://epub.uni-regensburg.de/rvw.html/
- Norbert Wiener, Futurum Exactum. Ausgewählte Schriften zu Kybernetik und Kommunikationstheorie (Herausgeber, 2002)
- 1929. Beiträge zur Archäologie der Medien (Mitherausgeber, 2002)
- Grundlagen der Literaturwissenschaft. Exemplarische Texte (Herausgeber, 1999)
- Babbage's Rechen-Automate. Ausgewählte Schriften (Herausgeber, 1996)
- Cachaça. Fragmente zur Geschichte von Poesie und Imagination (Mitherausgeber, 1996)
- Technopathologien (Herausgeber, 1992)
- Alan Turing, Intelligence Service. Schriften (Mitherausgeber, 1987)